# Prasinocyma intermixta
Prasinocyma intermixta är en fjärilsart som beskrevs av Walker 1861. Prasinocyma intermixta ingår i släktet Prasinocyma och familjen mätare. Inga underarter finns listade i Catalogue of Life.